# Albert Bruce Jackson
Albert Bruce Jackson ( 14 de febrero de 1876, Newbury - 14 de enero de 1947, Kew) fue un botánico, micólogo, briólogo, y dendrólogo inglés.
Desde 1907 a 1910 fue asistente en el Real Jardín Botánico de Kew, luego técnico asistente en el Instituto Imperial de Londres, de 1910 a 1932, y finalmente especialista de coníferas en el British Museum, desde 1932 hasta su muerte en 1947.
Jackson publicó estudios sobre las colecciones de árboles de Syon House (1910), Yattenden Court (1911), Albury Park (1913) Westonbirt Arboretum (1927) y Borde Hill Garden (1935). Además, entre 1906 y 1913, asistió a Henry John Elwes (1846-1922) y a Augustine Henry (1857-1930) en la preparación de Trees of Great Britain and Ireland. Junto a William Dallimore (1871-1959) publicó Handbook of Coniferae (1923), 4.ª edición en 1966); y con Henry William Clinton-Baker Illustrations of New Conifers.
Fue autor de Identification of Conifers (1946).

## Lista parcial de publicaciones
- Catalogue of Hardy Trees and Shurbs Growing in the Grounds of Syon House, 1910
- Dallimore, W, AB Jackson. A Handbook of Coniferae, 1923
- Identification of Conifers, 1946

## Fuente
- Ray Desmond (1994). Dictionary of British and Irish Botanists and Horticulturists includins Plant Collectors, Flower Painters and Garden Designers. Taylor & Francis, & The Natural History Museum (Londres).

- La abreviatura «A.B.Jacks.» se emplea para indicar a Albert Bruce Jackson como autoridad en la descripción y clasificación científica de los vegetales.[1]